# Allodelphinidae
Az Allodelphinidae az emlősök (Mammalia) osztályának párosujjú patások (Artiodactyla) rendjébe, ezen belül a cetek (Cetacea) alrendágába tartozó fosszilis család.

## Rendszerezés
A családba az alábbi 5 nem tartozik:
- Allodelphis Wilson, 1935 - típusnem; késő oligocén-kora miocén; Kelet-Csendes-óceán
- Arktocara Boersma & Pyenson, 2016 - késő oligocén; Alaszka, USA
- Goedertius Kimura & Barnes, 2016 - kora miocén; Oregon, USA
- Ninjadelphis Kimura & Barnes, 2016 - középső miocén; Japán
- Zarhinocetus Barnes & Reynolds, 2009 - középső miocén; Kelet-Csendes-óceán

## Fordítás
- Ez a szócikk részben vagy egészben  az   Allodelphinidae című angol Wikipédia-szócikk ezen változatának fordításán alapul.  Az eredeti cikk szerkesztőit annak laptörténete sorolja fel. Ez a jelzés csupán a megfogalmazás eredetét és a szerzői jogokat jelzi, nem szolgál a cikkben szereplő információk forrásmegjelöléseként.